# 니시나카도리촌
니시나카도리촌(西中通村)은 니가타현 가리와군에 존재했던 촌이다.

## 역사
- 1901년 11월 1일 - 가리와군 마키하라촌, 히요시촌이 합병해 니시나카도리촌이 성립하였다.
- 1954년 4월 1일 - 가시와자키시에 편입되어 소멸하였다.

## 참고문헌
- 『市町村名変遷辞典』東京堂出版、1990年。